# Ігнатій Євлевич
Євлевич Іван Миколайович (чернече ім'я Ігнатій; *вересень 1619, Могильов — †Полоцьк) — український та білоруський церковний діяч, архімандрит Полоцького Братського Богоявленського монастиря, письменник, автор «Записки» про Києво-Могилянську академію. Вихованець Києво-Могилянської академії.

## Біографія
Початкову освіту одержав удома. 1630 приїхав до Києва, де ректором Київської братської школи був його дядько Хома Євлевич, став її учнем і провчився спочатку в школі, а потім в Колегії з перервами до 1647. Із «Записки» дізнаємося про Київську братську школу та її учителів молодших граматичних класів, у яких Євлевич розпочав навчання.
У серпні 1630 пішла люта пошесть («моровоє повітріє»), і вся школа, а з нею і Іван, виїхала з Києва до села Юр'ївка, маєтності Київського Михайлівського Золотоверхого монастиря на запрошення митрополита Київського, Галицького і всієї України Й. Борецького.
2 січня 1631 поновились заняття в школі. 1632 разом з X. Євлевичем і батьком, який приїхав по нього, повернувся до Могильова, де якийсь час навчався у Братській школі. 1636 знову приїхав до Києва й закінчив навчання у граматичних класах.
1636 князь Богдан Стеткевич прибув вклонитися київським святиням, розшукав його і забрав «за виростка» до своїх дітей Михайла і Криштофа. Дітьми князя опікувались учителі філософії П. Голодович-Остропольський та Лука Пашкевич, що був раніше ректором у Гощі. Навчаючись разом з синами князя, одержав від учителів promotion ad hymanitatem, тобто рекомендацію до вищого гуманітарного класу — поетики.
1638 повернувся до Києва, слухав у Києво-Могилянській академії риторику в о. Котковського і 3 роки — філософію у професора Й. Кононовича-Горбацького. Одночасно заробляв «на хліб» — мав інспекторство, тобто навчав дітей «цирулика Матяша» і ще кількох дітей «шляхетських і міських», тобто мав невеличку школу.
Повернувся до Білої Русі, а звідти пішов здобувати знання до Замойської академії, куди вписався 1643. Але знову повернувся у Київ, слухав філософію у професора І. Ґізеля.
31 серпня 1647 прийняв у Києві чернечий постриг. 1656 призначено ігуменом Могильовського Братського монастиря, 1660 — архімандрит Полоцького Братського Богоявленського монастиря. На московському Духовному соборі 1666–1667 захищав Патріарха Московського Никона.